# Histoire évolutive des dinosaures

Évolution des dinosaures.

Parmi les vertébrés tétrapodes amniotes, les dinosaures font partie de la division des archosaures et de la classe des Avemetatarsalia, différant ainsi des crocodiliens et des ptérosaures (eux aussi archosauriens) et encore plus des plésiosaures (diapsides marins non-archosaures).
Les dinosaures se différencient à la fin du Trias moyen, il y a 232  à   234 Ma. À l'exception des oiseaux, ils disparaissent lors de l'extinction Crétacé-Tertiaire à la fin du Crétacé (vers 66 Ma). La conservation d'un grand nombre de fossiles permet de bien connaître les dinosaures, qui se distinguent par diverses caractéristiques comme la présence de deux fosses temporales, ou l'élongation de la crête deltopectorale sur l'humérus.

## Évolution des premiers dinosaures au sein des archosaures

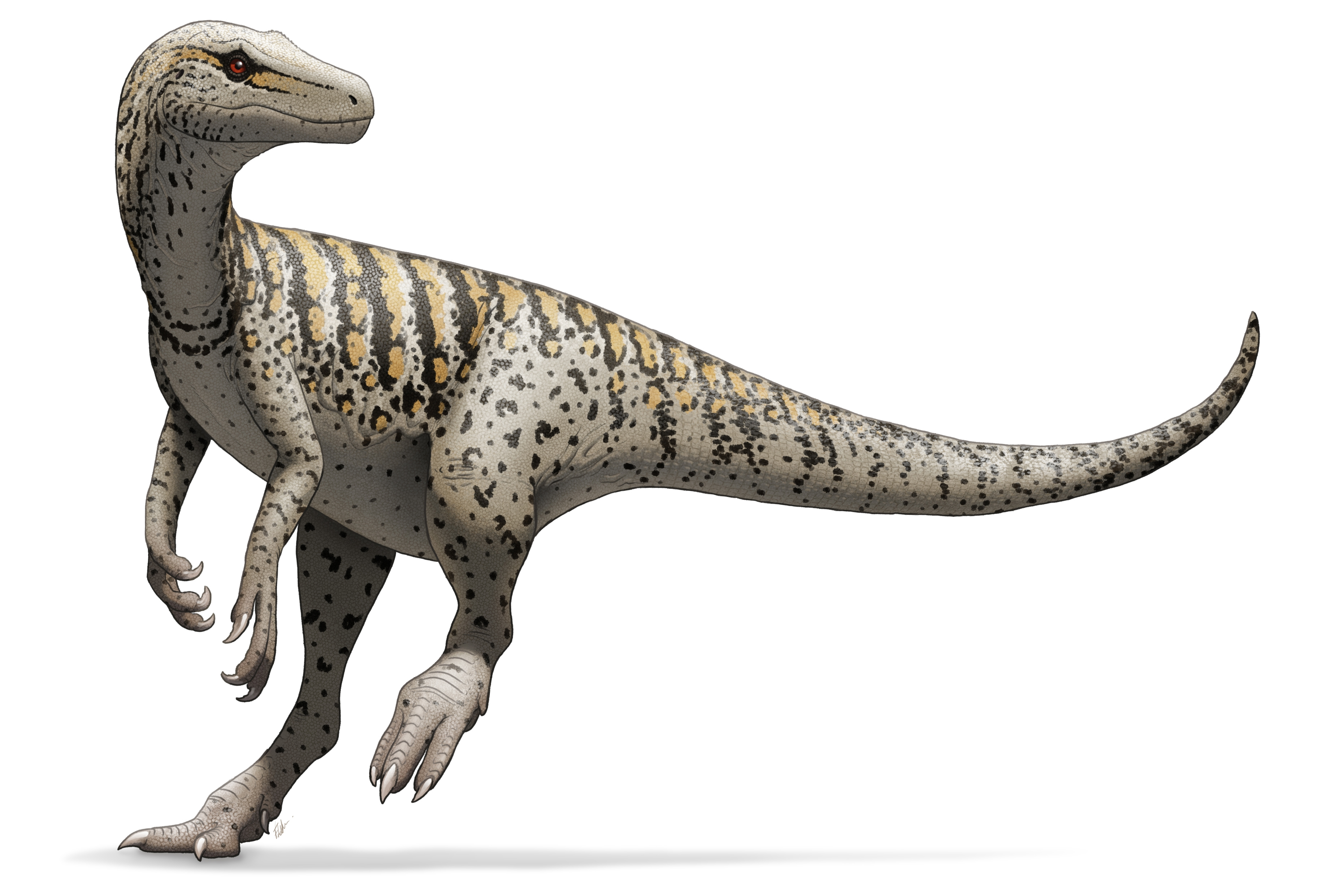
Restitution d'Herrerasaurus, l'un des plus anciens dinosaures connus, par le paléoartiste Fred Wierum.

Les fossiles des premiers archosaures comme les Proterosuchidae, Erythrosuchidae ou Euparkeria, âgés de 250 Ma permettent de reconstituer l'histoire évolutive des premiers dinosaures. Des archosaures du Trias moyen, comme Ticinosuchus sont eux vieux de 232 à 236 Ma. 
On ne sait pas si les archosaures du Trias Lagosuchus qui vécut il y a 250 Ma et Spondylosoma qui vécut entre 235 à 242 Ma, étaient ou non des dinosaures. Nyasasaurus du Trias moyen il y a 243 Ma possède une parenté importante avec les dinosaures sans qu'il soit possible de trancher avec certitude son appartenance au clade Dinosauria.
Les plus anciens dinosaures confirmés sont des saurischiens : Saturnalia 225-232 Ma, Herrerasaurus 220-230 Ma, Staurikosaurus vers 225-230 Ma, Eoraptor 220-230 Ma et Alwalkeria 220-230 Ma. Il s'agissait de bipèdes carnivores d'un ou deux mètres de long, qui ont vécu vers le début du Trias supérieur. Leur classification est difficile, ce n'est qu'avec les dinosaures de la fin du Trias qu'on sait déterminer précisément les théropodes et les sauropodomorphes. Ceux-ci ressemblaient cependant plus aux ornithischiens qu'aux saurischiens ultérieurs, d'un point de vue du squelette, une des principales différences avec les ornithischiens résidant dans les os du bassin, l'autre dans la forme du crâne.
On connait peu d’ornithischiens au Trias. La première et seule espèce connue à ce jour est Pisanosaurus vers 220-230 Ma. Bien que Lesothosaurus soit daté de 195-206 Ma, c'est-à-dire le Jurassique inférieur, l'analyse de son squelette suggère une branche des ornithischiens au moins aussi ancienne que Pisanosaurus. L'illustration ci-dessous montre les différences de squelette entre deux dinosaures primitifs, saurischiens et ornithischiens.
La suite de l'article sépare l'histoire évolutive des deux ordres, ornithischiens et saurischiens.

## Saurischiens
En dehors de quelques saurischiens primitifs, on sépare les saurischiens en Sauropodomorphes et les Théropodes. Parmi les Sauropodomorphes, on distingue les Prosauropodes qui ont vécu les premiers, puis les Sauropodes. L'histoire évolutive des théropodes est plus complexe. En 2004, Dinosauria les sépare en Ceratosauria, Tetanurae, Tyrannosauridés, Ornithomimosaures, Therizinosauridae, Oviraptorosaures, Troodontidés, Dromaeosauridés et Avialae.

### Sauropodomorphes
Les premiers sauropodomorphes étaient des prosauropodes. Les fossiles de prosauropodes ont été retrouvés de la fin du Trias au début du Jurassique, il y a 227-180 Ma. Ils étaient bipèdes ou quadrupèdes, avec de longs cous et de longues queues, et une tête relativement petite. Ils faisaient entre 2,5 et 10 mètres et étaient majoritairement herbivores. Par exemple, Thecodontosaurus, un des premiers prosauropodes, qui vivait il y a 205-220 Ma était bipède et avait un rapport tête/corps élevé.
Les sauropodes étaient des gigantesques quadrupèdes herbivores, allant jusqu'à 26 mètres de long. Le ratio entre la longueur de leurs pattes avant et arrière était au minimum supérieur à 0,6. Des fossiles de sauropodes ont été trouvés de 227 Ma jusqu'à la grande extinction de la fin du Crétacé, cependant les plus connus ont vécu au Jurassique, entre 227 et 121 Ma. Les sauropodes sont connus pour avoir été très grands, mais avoir gardé une tête relativement petite. Les images suivantes montrent l'évolution de la longueur totale et de la taille du crâne en fonction du temps.

Les dinosaures présents dans l'image sont (par ordre de date) : Eo Eoraptor; Prosauropods Ri Riojasaurus, Pl Plateosaurus, Yu Yunnanosaurus, Ms Massospondylus, Ji Jingshanosaurus, An Anchisaurus, Lu Lufengosaurus, Yi Yimenosaurus, ; and Sauropods Sh Shunosaurus, Om Omeisaurus, Mm Mamenchisaurus, Ce Cetiosaurus, Dc Dicraeosaurus, Br Brachiosaurus, Eu Euhelopus, Ap Apatosaurus, Ca Camarasaurus, Dp Diplodocus, Ha Haplocanthosaurus, Am Amargasaurus, Ar Argentinosaurus (approx), Bo Bonitasaura, Q Quaesitosaurus, Al Alamosaurus, Sa Saltasaurus, Ra Rapetosaurus, Op Opisthocoelicaudia, Ne Nemegtosaurus.
On ne sait pas si l'augmentation de la taille des sauropodomorphes, prosauropodes puis sauropodes, était liée à leur alimentation herbivore, mais ils ont été touchés par les extinctions de la fin du Jurassique.

### Théropodes
Les plus anciens fossiles de théropodes sont ceux de Coelophysoidea, incluant Coelophysis et d'autres espèces de la fin du Trias au début du Jurassique, entre 227 et 180 Ma. L'analyse des clades les relie aux Ceratosauria. Ils sont suivis par les Tetanurae primitifs, dont les fossiles ont été retrouvés de la moitié du Jurassique à la fin du Crétacé, entre 180 et 94 Ma. Ils sont caractérisés par une rangée de maxillaires relativement courtes. Parmi eux on dénombre les Megalosauridae, spinosauridés, divers clades des allosaures, et plusieurs genres à la proximité moins sûre, comme le Compsognathus. À l'exception de ce dernier, toutes les espèces étaient de grande dimension.
La grande radiation évolutive des Coelurosauria s'est probablement déroulée entre la moitié et la fin du Jurassique, car Archaeopteryx a vécu entre 152 et 154 Ma, et les analyses cladistiques ont montré  que beaucoup de groupes des Coelurosauria ont divergé avant cette période. Des fossiles retrouvés en Chine suggèrent que les premiers dinosaures à plumes faisaient partie des Coelurosaures primitifs. Les tout premiers, notamment le Tyrannosauridae Dilong, n'avaient que des tiges creuses, qui ne permettaient pas le vol, et servaient plus probablement à l'isolation thermique. 
Certaines analyses  semblent montrer que la branche des Tyrannosauridae s'est séparée des autres théropodes tôt, vers la moitié du Jurassique, bien qu'on manque de squelettes complets qui permettraient de le confirmer. Eotyrannus a vécu entre 127 et 121 Ma, et les dinosaures semblables aux Tyrannosaures n'apparaissent pas avant 84 Ma, à la fin du Crétacé. On retrouve des fossiles d'Ornithomimosauria de 127 à 65 Ma, la branche la plus ancienne étant supposée être Harpymimus. Les Therizinosauroidea sont une branche des théropodes majoritairement végétariens, dont les espèces représentantes ont vécu entre 127 et 65 Ma. Des fossiles d'oviraptors ont été retrouvés entre 127 et 65 Ma, possédant un crâne sans dents, et une queue étrangement courte. Les Deinonychosaures, nommés d'après la grosse griffe du second doigt de leurs pattes, sont proches des oiseaux fossiles. Ils sont divisés en Troodontidae et Dromaeosauridae. Les fossiles de troodontidés sont datés de 127 à 65 Ma avec un corps plus élancé et des membres plus puissants. La plus ancienne espèce connue de Troodon est le Sinornithoides. Les fossiles de Dromaeosauridés sont datés de 127 à 65 Ma, à l'exception dUtahraptor qui vécut entre 144 et 127 Ma.
Si l'on prend comme définition des dinosaures seulement les saurischiens et les ornithischiens, et si l'on considère que les oiseaux descendent du taxon paraphylétique des thécodontes (hypothèse de la différenciation très précoce des oiseaux), alors ces derniers ne font pas partie de la lignée des dinosaures. Quoi qu'il en soit, les premiers oiseaux (Avialae) incluent Aves et Epidendrosaurus. Les oiseaux apparaissent dans le registre fossile vers 154 Ma, survivent à la crise K-T il y a 66 Ma et sont encore représentés actuellement. Plusieurs squelettes complets de Confuciusornis ont été retrouvés, ce qui permet d'en savoir plus sur la famille des Ornithurae.

## Ornitischiens
Les Ornithischiens, comme leur nom l'indique, sont des dinosaures ayant un bassin ressemblant à celui des oiseaux. Cependant, les oiseaux ne font pas partie des ornitischiens. Leur crâne et leur dentition a été très tôt influencé par une alimentation végétarienne. 
Heterodontosauridae est le plus ancien groupe des ornitischiens, composé d'espèces de petite taille (< 1 m) ayant vécu de la fin du Trias au début du Crétacé. La plupart des clades des ornitischiens étaient déjà séparées au début du Jurassique. On sépare les ornitischiens en Thyreophora , ornithopoda et Marginocephalia.

### Thyreophora
Les caractéristiques les plus marquantes des thyreophora étaient les scutelles, comparables à des armures, sur le corps. Les plus connus sont les Stegosauria et les Ankylosauria. Leur crâne est en général très ossifié.

### Ornithopoda

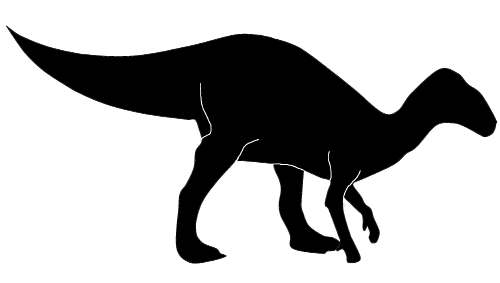
Silhouette d'un ornithopode

On sépare les Ornithopodes en deux clades, Hypsilophodontidae, et Iguanodontia. Les ornithopodes dont le nom signifie pieds d'oiseau ont vécu entre 200 Ma, Jurassique moyen, et 65 Ma, extinction de la fin du Crétacé.

### Marginocephalia
Les Marginocephalia tirent leur nom du bouclier de protection qui protège l'arrière de leur crâne. Ils sont divisés en pachycephalosauria et ceratopsia. Les pachycephalosaures sont connus pour le dôme de leur crâne, l'espèce la plus ancienne étant Stenopelix, qui vivait au début du Crétacé en Europe. Les cératopsiens, connus pour des espèces comme Triceratops, sont remarquables par leurs cornes. On distingue les cératopsiens primitifs, comme Psittacosaurus, et les néocératopsiens.
L'image présente la diversité des crânes de cératopsiens :  A) Squelette de Protoceratops. B) à I) crânes B) & C) Psittacosaurus  D) & E) Protoceratops  F) & G) Triceratops  H) & I) Styracosaurus